# Сейн Лвин
Сейн Лвин (бирм. စိန်လွင်; 1923, Нижняя Бирма, Британская Индия — 12 августа 2004, Янгон) — государственный и политический деятель Мьянмы, отставной генерал вооружённых сил. 17 дней занимал должность президента Мьянмы в 1988 году после отставки Сан Ю. Сейна Лвина прозвали «Мясником Рангуна» за жестокое подавление антиправительственных студенческих демонстраций в столице.

## Биография
Получил среднее образование и работал школьным учителем на родине. С 1942 по 1948 год принимал участие в антиколониальной борьбе, после войны продолжил службу в армии, прошёл путь от рядового до генерала армии.
Член партии бирманской социалистической программы (ПБСП, Ланзин) с 1962 года. Был соратником президента У Не Вина, ответственного за жестокое подавление инакомыслия.. Сейн Лвин был одним из ответственных за массовое убийство членов студенческого союза Рангунского университета 7 июля 1962 года, когда погибли 130 студентов университета, протестовавших против государственного переворота под руководством генерала У Не Вина, в итоге здание студенческого союза было взорвано. В ходе конфликта Аун Джи и Тин Пе были старшими офицерами, а Сейн Лвин занимал должность полевого командира.
С 1970 по 1980 год занимал различные посты в правительстве, был министром кооперации, транспорта и связи, внутренних дел и по делам религий. В 1972—1974 годах служил командующим Северо-Западным военным округом. Был также членом Государственного комитета по делам обороны и безопасности.
В 1977 году стал членом ЦК и ЦИК ПБСП, с 1983 по 1988 год был заместителем генерального секретаря ПБСП. Всегда занимал жёсткую позицию в решении внутриполитических проблем и политики «позитивного нейтралитета» во внешней политике.
С 27 июля по 12 августа 1988 года занимал должность президента Социалистической Республики Бирманский Союз, после безуспешных попыток подавления протестов (Восстание 8888) путём массовых расстрелов снят со всех постов руководством армии.
В отставке жил на военную пенсию. Скончался 9 апреля 2004 года в больнице Янгона после возвращения из Сингапура, где проходил лечение от болезни желудка. О его смерти сообщила государственная газета «New Light of Myanmar», не указав причину смерти.